# Kilmarnock Football Club 2013-2014
Questa voce raccoglie le informazioni riguardanti il Kilmarnock Football Club nelle competizioni ufficiali della stagione 2013-2014.

## Stagione
- In Scottish Premiership il Kilmarnock si classifica al 9º posto (39 punti), dietro al St. Mirren e davanti al Partick Thistle.
- In Scottish Cup viene eliminato al quarto turno dal Dundee United (5-2).
- In Scottish League Cup viene eliminato al secondo turno dall'Hamilton Academical (0-1).

## Maglie e sponsor
| Casa | Trasferta |

## Rosa
| N. |                             | Ruolo | Calciatore       |
| -- | --------------------------- | ----- | ---------------- |
| 1  | Scozia (bandiera)           | P     | Craig Samson     |
| 2  | Paesi Bassi (bandiera)      | D     | Jeroen Tesselaar |
| 4  | Scozia (bandiera)           | C     | James Fowler     |
| 5  | Australia (bandiera)        | C     | Jackson Irvine   |
| 6  | Scozia (bandiera)           | D     | Darren Barr      |
| 7  | Scozia (bandiera)           | C     | Barry Nicholson  |
| 8  | Irlanda del Nord (bandiera) | C     | Sammy Clingan    |
| 9  | Scozia (bandiera)           | A     | Kris Boyd        |
| 10 | Scozia (bandiera)           | C     | Chris Johnston   |
| 11 | Francia (bandiera)          | A     | William Gros     |
| 12 | Spagna (bandiera)           | P     | Antonio Reguero  |
| 13 | Nigeria (bandiera)          | C     | Reuben Gabriel   |
| 14 | Capo Verde (bandiera)       | C     | David da Silva   |
| 15 | Scozia (bandiera)           | D     | Ross Barbour     |
| 16 | Inghilterra (bandiera)      | D     | Sean Clohessy    |

| N. |                             | Ruolo | Calciatore                |
| -- | --------------------------- | ----- | ------------------------- |
| 18 | Scozia (bandiera)           | A     | Rory McKenzie             |
| 19 | Nigeria (bandiera)          | C     | Ibrahim Rabiu             |
| 20 | Sudafrica (bandiera)        | C     | Kyle Jacobs               |
| 21 | Irlanda del Nord (bandiera) | C     | Jude Winchester           |
| 22 | Scozia (bandiera)           | A     | Mark Stewart              |
| 23 | Irlanda del Nord (bandiera) | D     | Rory McKeown              |
| 25 | Scozia (bandiera)           | A     | Michael Gardyne           |
| 27 | Scozia (bandiera)           | C     | Ross Davidson             |
| 28 | Scozia (bandiera)           | C     | Craig Slater              |
| 29 | Italia (bandiera)           | C     | Manuel Pascali (capitano) |
| 30 | Scozia (bandiera)           | D     | Lee Ashcroft              |
| 31 | Irlanda del Nord (bandiera) | P     | Conor Brennan             |
| 33 | Scozia (bandiera)           | A     | Robbie Muirhead           |
| 38 | Scozia (bandiera)           | D     | Mark O'Hara               |
| 83 | Algeria (bandiera)          | D     | Ismaël Bouzid             |